# Теофан Скопски
Теофан (на сръбски: Теофан) е православен духовник, скопски митрополит на Печката патриаршия във втората половина на XVII век.

## Биография
Вероятно се замонашва в манастира Увац (Вувац), тъй като вече като скопски митрополит му дарява едно ръкописно евангелие, пазено днес в манастира „Света Троица“ в Плевля. Теофан се споменава за пръв път като скопски митрополит на 27 юли 1671 г. За него в 1681 година е направена панагия в светогорския манастир Хилендар. На 5 май 1682 година дарява литургиар на манастира Увац. В началото на септември 1682 година посреща патриарх Арсений III Черноевич в околностите на Скопие заедно със скопските граждани и много подаръци и го придружава в пътуването му до Света гора.